# Mixopsis venusta
Mixopsis venusta là một loài bướm đêm trong họ Geometridae.